# Ángel López-Amo
Ángel López-Amo Marín  (Alicante, 16 de diciembre de 1917-Warfordsburg, 20 de diciembre de 1956), fue un catedrático de Historia del Derecho en las Universidades de Valencia, Oviedo, Santiago de Compostela, y Navarra. Miembro del Opus Dei, fue profesor de Juan Carlos I.

## Biografía
Ángel López-Amo nació en Alicante el 16 de diciembre de 1917. Tras estudiar el bachillerato en Valencia (1934-1936), se licenció en Derecho, en la Universidad de Valencia en 1941 con Premio Extraordinario. Entre 1941 y 1945 fue becario del CSIC. En 1943 se doctoró en la Universidad de Madrid, también con Premio Extraordinario, por su tesis El pensamiento político de Eximeniç en su tratado de Regimente de Princeps. 
En 1945 obtuvo la Cátedra de Historia del Derecho Español en la Universidad de Valencia. En 1947 pasó a la Cátedra de Derecho de la Universidad de Oviedo. Entre abril de 1947 y julio de 1948, permaneció en Italia y Suiza. En el país helvético  trabajó en el Centro de Investigaciones Internacionales de Zúrich y en el Instituto de Ciencias Sociales y Políticas de Friburgo, y conoció a Eugenio Vegas Latapie. Por mediación de éste conocería a los condes de Barcelona, que apreciaron su talento y cualidades.
Posteriormente inició una larga colaboración en la revista Arbor, plataforma de la nueva derecha monárquica, "favorables a un entendimiento entre Juan de Borbón y Francisco Franco, su alternativa era la Monarquía tradicional, hereditaria, antiparlamentaria y descentralizada". También fue autor de libros analizando el poder político, críticos con la democracia y defendiendo el papel de la monarquía, lo que llevó al politólogo Miguel Anxo Bastos a llamarlo "un antecedente de Hoppe".
En el curso 1950-51 pasó a la Universidad de Santiago de Compostela, con la que mantendría una entrañable relación. En 1952 es nombrado profesor de Juan Carlos de Borbón, primero en San Sebastián, y posteriormente en Madrid y Zaragoza. A partir de esa misma fecha es director de la Escuela de Derecho y en 1955 obtiene la Cátedra de Derecho Político en la Universidad de Navarra, siendo en ese centro académico, director del curso de Sociología y decano de la Escuela de Derecho.
Falleció en un accidente de tráfico en Warfordsburg, Estados Unidos, a los treinta y nueve años.